# Губа, Василий Александрович
Василий Александрович Губа (1915—1990) — участник Великой Отечественной войны, пулемётчик 871-го стрелкового полка (276-я стрелковая дивизия, 9-я армия, Северо-Кавказский фронт), рядовой, Герой Советского Союза.

## Биография
Родился 16 августа 1915 года в станице Новокорсунской ныне Тимашёвского района Краснодарского края в семье крестьянина. Русский.
Окончив 4 класса, работал в совхозе.
В Красную Армию был призван Батайским РВК Ростовской области в 1941 году. На фронте Великой Отечественной войны с июня 1941 года. Пулемётчик 871-го стрелкового полка рядовой Василий Губа 2 августа 1943 года при проведении разведки боем с группой бойцов переправился на левый берег реки Кубань (Крымский район Краснодарского края) и огнём из ручного пулемёта помог группе отразить три контратаки, подавив четыре пулемётных точки. Был ранен, но остался в строю. Израсходовав патроны, гранатой подорвал блиндаж противника.
После войны был демобилизован. Жил и работал в совхозе «Луговом» Аксайского района Ростовской области. Затем вернулся на родину. Окончил курсы животноводов, работал бригадиром на молочнотоварной ферме в совхозе.
Умер 17 сентября 1990 года в городе Тимашёвске Краснодарского края.

## Награды
- Указом Президиума Верховного Совета СССР от 16 мая 1944 года красноармейцу Губе Василию Александровичу присвоено звание Героя Советского Союза с вручением ордена Ленина и медали «Золотая Звезда».
- Также награждён орденом Отечественной войны 1 степени и медалями.

## Интересные факты
В совхозе «Луговом» Василий Александрович увлекался голубями и держал много разных пород, в том числе бойных.